# Béthonvilliers
Béthonvilliers település Franciaországban, Eure-et-Loir megyében. Lakosainak száma 132 fő (2022. január 1.). Béthonvilliers Vichères községgel határos.

## Népesség
A település népességének változása:
| Lakosok száma | 180  | 147  | 145  | 135  | 145  | 129  | 118  | 112  | 118  | 132  |
|               | 1968 | 1982 | 1990 | 2006 | 2013 | 2015 | 2017 | 2019 | 2020 | 2022 |